# Korona és méreg
A Korona és méreg Maurice Druon Az elátkozott királyok című regénysorozatának harmadik kötete, mely 1956-ban jelent meg.

## Történet
|  | Alább a cselekmény részletei következnek! |

Guccio és Bouville megérkeznek Nápolyba, hogy magukkal vigyék Magyarországi Klemencia úrnőt. A visszaút Franciaországba azonban korántsem zökkenőmentes, a tengeren vihar tör ki, és csak nehezen keverednek ki belőle. Mikor kikötnek Marseille-ben, Guccio óvatlanul leugrik a hajóról, megcsúszik, és beleesik a tengerbe. Zuhanása közben egy vaskampó csúnyán megsebesíti, így az ispotályba kerül. Klemencia jobbulást kíván neki, de a kíséretnek tovább kell mennie. Útközben kapják a hírt, hogy Lajos király a hűségeskütétel ellen fellázadt flamand urak ellen készül háborúra. Megszervezi hamarjában a hadsereget, és elindul. De az esős évszak miatt a nagy sártengerben leragadt az egész hadsereg, ezért szégyenszemre vissza kell vonulnia. Ezt nevezi a mai történetírás sáros hadjáratnak. Az esemény viszont alkalmas arra, hogy Robert d'Artois megállapodjék néhány csatlóssal, hogy visszatértük után forgassák fel Artois tartományt, a pert pedig majd ő elintézi.
Mahaut megtudja, hogy Robert tervelte ki a házasságtörő hercegnők leleplezését. Leánya, Johanna férjét, Fülöpöt elkábítja annak ígéretével, hogy egykor talán ő lehet a király, hisz Lajosnak nincs trónörököse. Mahaut intrikái azonban ennél tovább is terjednek, szerelmi bájitalt itat Fülöppel, hogy újból beleszeressen Johannába.
Nem sokkal a sáros hadjárat vége után Lajos és Klemencia összeházasodnak vidéken. Lajos, hogy imponáljon Klemenciának, elfogadja Fülöp kérését, és szabadon bocsátja Burgundi Johannát. Közben Robert csatlósai felforgatják Artois-t, és követelik sérelmeik orvoslását, valamint Mahaut kancellárjának leváltását. Lajos intézkedései megakadályozzák, hogy felelősségre vonják a lázadókat, akik így visszamennek Artois-ba. Hogy eljussanak Mahaut-hoz, túszul ejtik a frissiben szabadult Johannát és Béatrice-t. Hesdin várába mennek, ahol Fülöp békés párbeszédet javasol az ügyben.
Klemencia gyanakodni kezd, és végül arra a következtetésre jut, hogy Lajos parancsára ölették meg Burgundi Margitot. Ezt az aljas tettet összefüggésbe hozza azzal, hogy még mindig nem sikerült teherbe esnie. Ráveszi Lajost egy zarándokút megtételére, hogy elmulassza a "rontást". A király teljesen megváltozik: megbocsát a börtönben raboskodó politikai foglyoknak is. Boldog lett, mert megtudta, hogy örököse fog születni. Ám egy tanácsülésen végzetes döntést hoz: Mahaut perében számára rendkívül kellemetlen ítélet születik, többek között elbocsáttatták a kancellárt és kiutasították egész családját Artois-ból. Mahaut ellenszegül a királynak, s vérig sérti őt. Válaszul Lajos megtiltja, hogy Mahaut visszatérjen Artois-ba, amíg alá nem írja az ítéletet.
Mindeközben Guccio visszatér Neauphle-be, hogy feleségül kérje Marie-t. A Cressay család megneszeli szándékát, és cselt eszelnek ki. Azt mondják, hogy Marie-t már eljegyezte egyik távoli rokonuk. Guccio nagyot csalódik, de hamarosan rájön, hogy ez csak egy trükk volt. Megállapodik Marie-val, hogy titokban összeházasodnak. Egy szerzetes, Fra Vicenzo éjnek idején összeadja őket az udvarház kápolnájában, míg a család alszik. Ezután elhálják a nászéjszakát, s azontúl rendszeresen találkoznak titokban a városi bankfiókban. Marie teherbe esik, s ezt anyja is észreveszi. Hatalmas szégyennek tartja, s a Cressay fivérek lóháton üldözik Gucciót egészen Párizsig. Hiába is szeretné bizonyítani, hogy ők Isten színe előtt házasok, az egyetlen embert, aki ezt igazolhatná, Fra Vicenzót, megölték.
Mahaut kétségbeesetten próbálkozik Lajost meggyőzni igazáról, de süket fülekre talál. Dühében kegyetlen bosszút talál ki: szarvasok irtására való méreggel von be egy szem cukorkát, mert tudja, hogy Lajos imádja az édességet, majd ezt belecsempészi a cukorkástálba. A méreg hatására Lajos ágynak dől, majd rövid szenvedés után meghal. Egyetlen gond van, nevezetesen, hogy nincs utódja, Klemencia viszont várandós. A sebtiben összehívott tanács, Mahaut javaslatára, Fülöpöt választja meg régensnek, míg ki nem derül, hogy a születendő gyermek fiú lesz-e. Mindeközben rájönnek, hogy Lajost feltehetően megmérgezték, s Bouville megszervezi a királyné védelmezését. Eközben Gucciót a még mindig zajló pápaválasztásra küldik egy titkos küldetéssel: segítse elő Jacques Duéze megválasztását.
|  | Itt a vége a cselekmény részletezésének! |

## Magyarul
- Az elátkozott királyok. Történelmi regény, 1-6.; ford. Gyáros Erzsébet; Európa, Bp., 1970–1972 (Századok, emberek)
  - 3. Korona és méreg; 1971